# Dioctria rufipes
Dioctria rufipes là một loài ruồi trong họ Asilidae. Dioctria rufipes được De Geer miêu tả năm 1776.

## Hình ảnh
- Tập tin:Dioctria rufipes (ngày 15 tháng 5 năm 2011).ogv
- Tập tin:Dioctria rufipes - ngày 11 tháng 5 năm 2012.ogv